# Fridolininsel
Die Fridolininsel oder Fridolinsinsel, ehemals Hungerinsel, ist eine kleine Rheininsel zwischen der badischen Stadt Bad Säckingen und der aargauischen Gemeinde Stein, 190 Meter unterhalb der Holzbrücke Bad Säckingen und 285 Meter oberhalb der Fridolinsbrücke. Die Insel ist 125 Meter lang und bis zu 40 Meter breit und erstreckt sich über eine Fläche von rund 0,4 Hektar. Sie bildet ein Naturdenkmal von Bad Säckingen.

## Geschichte
Die Fridolininsel ist aus einer kahlen Schotterbank im Rhein entstanden, die bereits in der Mitte des 17. Jahrhunderts in Matthäus Merians Topographia Alsatiae dargestellt und als „S. Fridelins Acker“ bezeichnet wurde.
Nach einer mündlichen Überlieferung, nach der es eine große Hungersnot gebe, sobald die Insel überschwemmt werde, wurde sie auch Hungerinsel genannt.
Das Großherzogtum Baden und der Kanton Aargau vereinbarten im Staatsvertrag vom 17. September 1808 den Talweg des Rheins als Grenze und ordneten die Fridolininsel dem Aargauer Hoheitsgebiet zu.

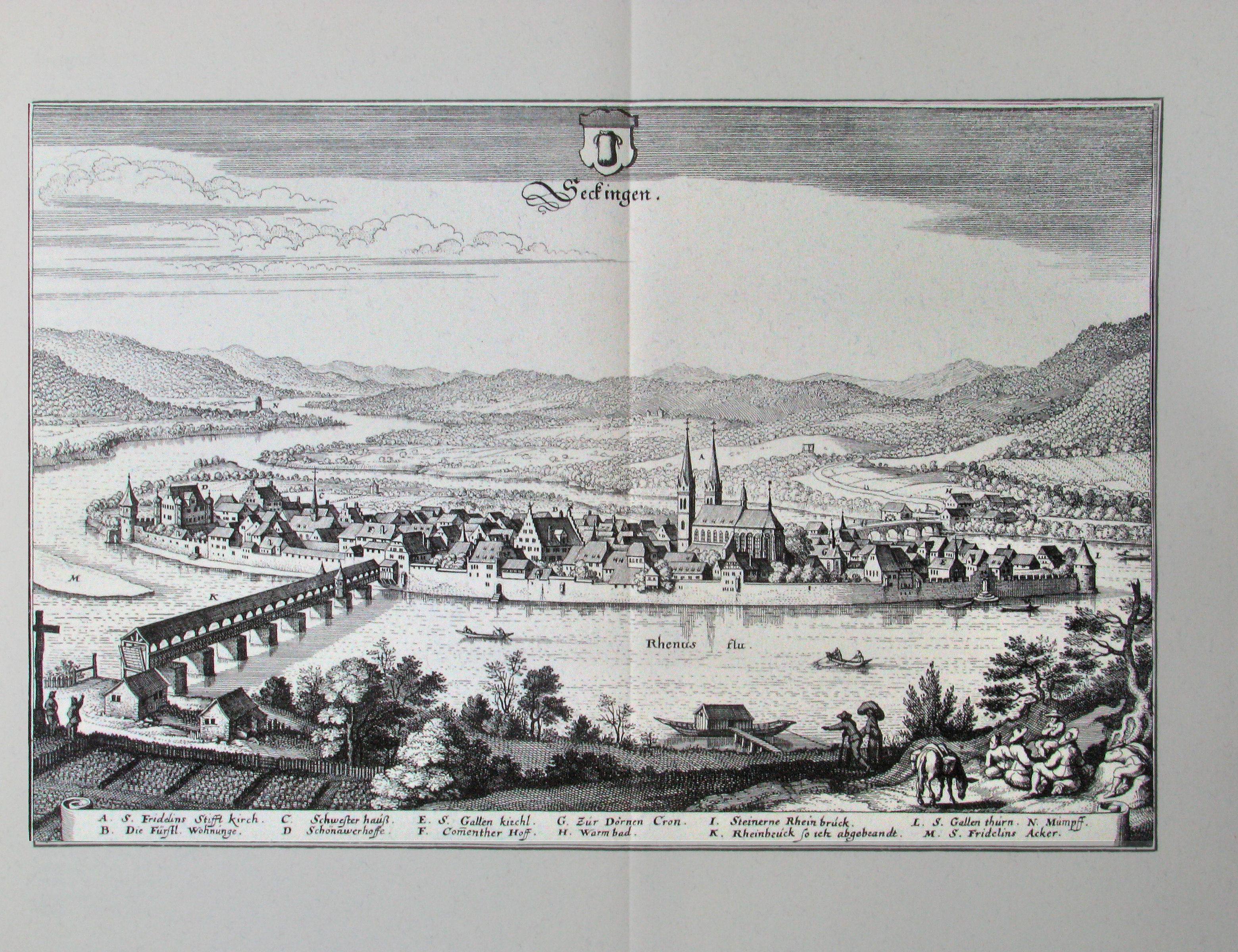
Die Insel links in einem Stich aus der Topographia Alsatiae, 17. Jahrhundert
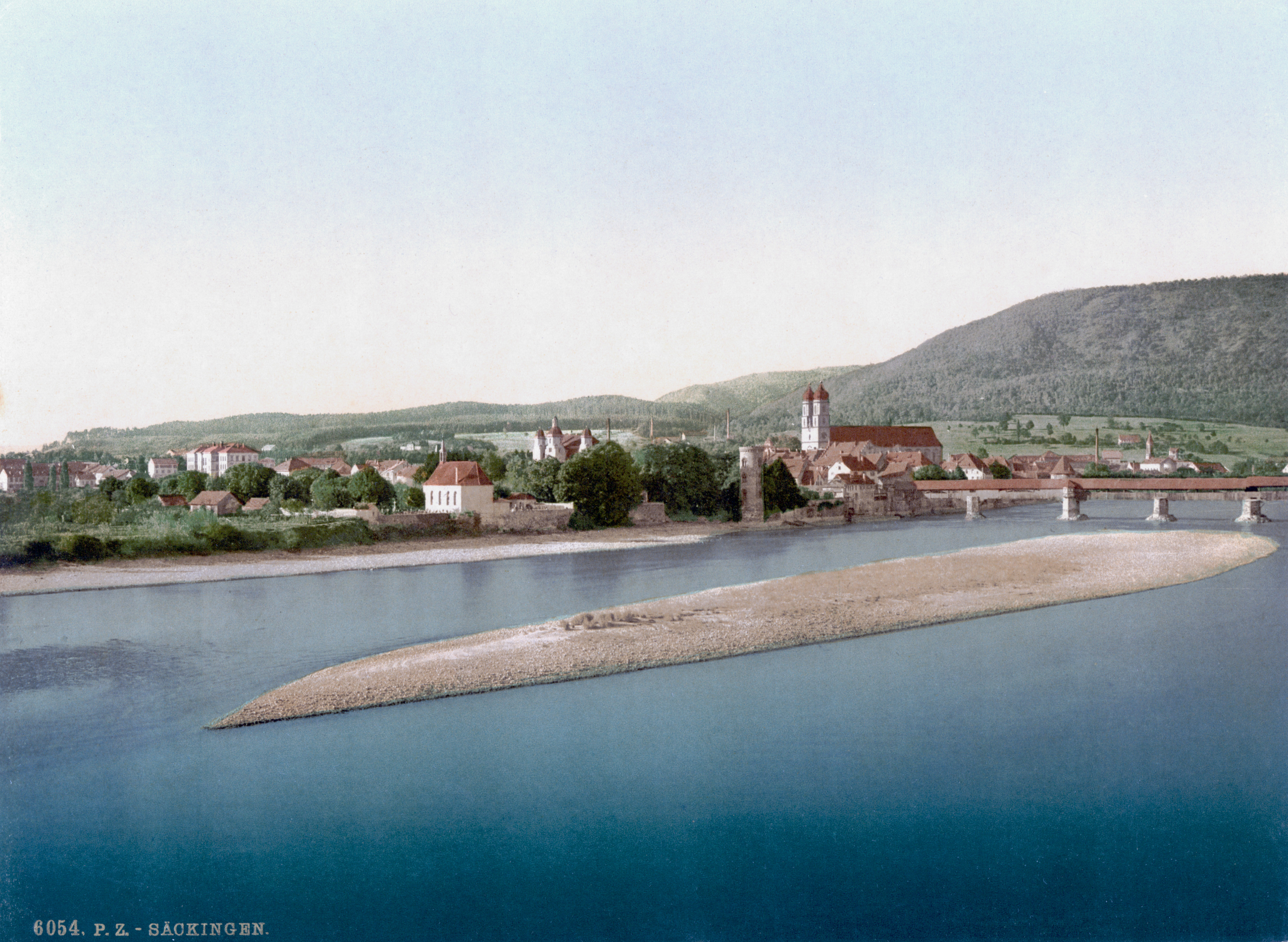
Die Fridolininsel um das Jahr 1900

Beim Bau des Rheinkraftwerks Säckingen wurde 1961, um einen Abtrag der damals 125 Meter langen und etwas mehr als 40 Meter breiten Insel durch die sich ändernden Strömungsverhältnisse zu vermeiden, die Insel um rund 40 Meter in Richtung deutscher Seite verschoben, indem Material auf der einen Seite weggebaggert und an der anderen Seite wieder angefüllt wurde. Aufgrund des Kraftwerksbaus sank der Wasserspiegel an der Insel und sie wurde befestigt und bepflanzt. Daraufhin herrschte Unklarheit über die staatliche Zugehörigkeit der Insel. Die Topografische Karte von Baden-Württemberg zeigte später die Insel zwischen Deutschland und der Schweiz geteilt, die Topographische Karte der Schweiz vollständig auf deutschem Gebiet.
2009 filmten Kameraleute für den Schweizer Kinofilm Der böse Onkel von der Insel aus die Holzbrücke Bad Säckingen.
Um die Veränderungen der Landesgrenze durch die Änderungen der Rheintiefpunkte wegen der Strömungen zu beenden, begannen 2007 Verhandlungen zwischen Deutschland und der Schweiz zur Festlegung einer Grenze mit unveränderlichen Koordinaten in der Flussmitte. 2023 wurde die Grenze neu vermessen und die Fridolininsel im Entwurf des im August 2023 noch nicht abgeschlossenen Staatsvertrages komplett der Bundesrepublik Deutschland – und als Teil des Gewässergrundstücks des Rheins dem Eigentum des Landes Baden-Württemberg – zugeschlagen.

## Flora und Fauna
Die Insel ist von Laubbäumen dicht überwachsen und hat eine reichhaltige Avifauna. Sie wird unter anderem von Kormoranen, Enten an den Ufern sowie von Bibern bevölkert.
Zum Schutz der Brut der Vögel wurde auf Initiative der Schweiz ein Betretungsverbot erlassen sowie das Landratsamt Waldshut stellte die Fridolininsel in einer am 19. August 1987 erlassenen Verordnung als flächenhaftes Naturdenkmal unter Schutz. Zur Beobachtung der Flora und Fauna der Insel wurde am 11. Juni 2022 am Rheinuferweg in Stein eine Aussichtsplattform eingeweiht.